# 圣阿尔努 (卡尔瓦多斯省)
圣阿尔努（法語：Saint-Arnoult，法語發音：[sɛ̃.t‿aʁnu] ⓘ）是法国卡尔瓦多斯省的一个市镇，属于利雪区。

## 地理
圣阿尔努（49°20'1"N, 0°5'22"E）面积5.12 平方千米，位于法国诺曼底大区卡爾瓦多斯省，该省份为法国西北部沿海省份，北濒大西洋英吉利海峡，东北与滨海塞纳省以海上边界相接，东临厄尔省，南至奧恩省，西与芒什省接壤。
与圣阿尔努接壤的市镇（或旧市镇、城区）包括：图克河畔博讷维尔、多维尔、图克、图尔热维尔。
圣阿尔努的时区为UTC+01:00、UTC+02:00（夏令时）。

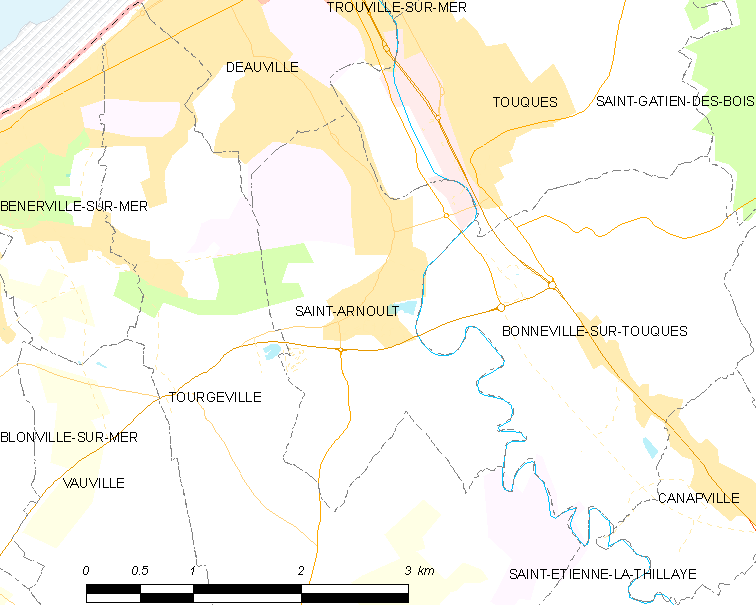
圣阿尔努的OSM定位图

## 行政
圣阿尔努的邮政编码为14800，INSEE市镇编码为14557。

## 政治
圣阿尔努所属的省级选区为蓬莱韦克县。

## 人口

1962-2008年间圣阿尔努人口变化图示

圣阿尔努于2022年1月1日时的人口数量为1103人。